# 中日新聞テレビ日曜夕刊
『中日新聞テレビ日曜夕刊』（ちゅうにちしんぶんテレビにちようゆうかん）は、毎週日曜日17時30分から東海テレビ・富山テレビ・石川テレビの3局で放送されている日曜夕方放送のローカルニュース番組。現在は『FNN Live News イット!』の日曜日放送分の上記3局による番組タイトルを差し替えている番組である。
富山テレビ（2006年4月から）と石川テレビ（2005年7月から）でのタイトルは『FNN北陸中日新聞 日曜夕刊』となっていたが、2025年4月から『北陸中日新聞 サンデーNews』に変更。共同協力クレジットは、中日新聞と北陸中日新聞。なお、本稿では「中日新聞テレビ日曜夕刊」共々「FNN北陸中日新聞 日曜夕刊」と合わせて記す。

## 概要
本番組は放送している各局で同じ番組名であるが、これは中日新聞社の意向によりタイトルをネット各局で変更したものであり、共通番組をネットしているわけではない（いわゆる『企画ネット番組』）。ただし『’85中部』（1985年度の例として、中部の前は西暦がつく）のコーナーを中部各局（長野放送・テレビ静岡・富山テレビ・石川テレビ・福井テレビの各局。新潟総合テレビは除く）にVTRネットしていた時期があった。

番組の前半はフジテレビ発の全国ニュース、後半はそれぞれの放送局が属する県（東海テレビ=（東海3県）愛知県・岐阜県・三重県、富山テレビ = 富山県、石川テレビ=石川県）のローカルニュースとなる。
中日新聞の販売エリアである長野放送・テレビ静岡・福井テレビ・関西テレビでは放送されていない（長野放送は信濃毎日新聞・産経新聞、テレビ静岡は産経新聞、福井テレビは福井新聞も大株主になっている）。

## 番組の歴史
中日新聞社は本番組の放送が開始するまで日曜日の夕刊を発行していたが、1965年2月から第1・第3（その後同年4月から全面的に）日曜日の夕刊を廃止したことに伴い、東海テレビが1965年2月7日より｢中日日曜テレビ夕刊｣の名で放送を開始した（放送開始当初の時間は日曜18時30分 - 19時）。当初の内容は、ニュース・企画もの・文化もの・娯楽的教養ものの4本立てで、新聞の記事・紙面要素をそのままテレビに再現する形のイブニングショー的な構成で放送していた。
同年10月から日曜夕方のフジテレビ系基幹ニュースワイドとしてサンケイ新聞（当時）提供の「サンケイ・テレビ日曜夕刊」がスタートし、それ以後はフジテレビ製作の日曜夕方のワイドニュースとローカルニュースを組み合わせ、「中日新聞（北陸中日）テレビ日曜夕刊」に改題して放送するようになり、現在に至っている。
1997年4月6日から日曜夕方のFNNニュースは『FNNニュース ザ・ヒューマン』に変わり、2025年4月現在の『FNN Live News イット!』に至るまで、当番組はタイトルを差し替えて放送している。
2023年5月21日には第49回先進国首脳会議（G7広島サミット）関連の内容を伝えるため、17:30 - 18:30に『FNN Live News イット! 拡大 ゼレンスキー大統領 平和公園へ』として放送した。
2006年頃まで年末年始も当タイトルで放送していたが、2007年頃から富山テレビ・石川テレビは『FNNニュース』、東海テレビは『FNN東海テレニュース』として放送している。
2025年3月31日をもって北陸中日新聞の夕刊が休刊したため、翌4月6日から石川テレビ・富山テレビでは番組タイトルを『北陸中日新聞 サンデーNews』に変更。

## キャスター

### 東海テレビ
現在の担当アナウンサー
- 國生千代[9]（2022年4月3日 ‐ ）
- 浦口史帆（2021年7月 ‐ ）
- 伊藤大悟（2022年度 ‐ ）
- 鈴木翔太（2022年度 - ）

『FNN Live News days』のローカルパートも兼務。
過去の担当アナウンサー
※勤務当時を含む
- 新田紀典
- 成宮裕子
- 中山恵充
- 芳川猛
- 高井一
- 庄野俊哉
- 磯野正典（1998年4月 - 2001年3月）
- 田原留美子
- 朝山くみ（2001年4月 - 2004年3月）
- 今井由実子（2004年4月 - 2007年4月1日）
- 武藤祐子（2007年4月8日 - 2008年3月30日）
- 三浦茉莉（2007年4月8日 - 2009年9月）
- 藤本晶子（2009年10月 - 2010年3月）
- 関根和歌香（2010年4月 - 2011年3月）
- 宮沢桃子（2008年4月6日 - 2009年9月、2011年4月 - 2013年3月）
- 杉山真一（2016年8月 - 2018年3月25日、2021年度）
- 宮武紗里（2018年4月1日 - 2019年3月31日）
- 恒川英里（2014年6月 - 2016年7月、2019年4月7日 - 2020年1月26日）
- 前田輝（2020年4月5日 - 12月24日）
- 福島智之（2021年度）
- 勅使河原由佳子（2013年4月 - 2014年5月、2022年4月17日 - 月日不明）
- 柴田美奈（2020年2月2日 - 2020年3月29日、2021年1月10日 - 2021年7月、2022年5月22日 ‐ 月日不明）

### 富山テレビ
- アナウンサーが日替わりで担当（シフト勤務）。

### 石川テレビ
- 竹内章（報道制作局長・2020年4月 - 、日曜昼・日曜夜のローカルニュースも兼務）

2020年3月までは帯番組（2025年現在の『石川さんパレット』）を担当していなかったアナウンサーが担当していた。2015年4月以降は『石川テレビスーパーニュース』の担当から外れた伊藤雅雄やローカルタレントの的場絢香が不定期で担当していたことがあった。